# Žibritov
Žibritov – wieś (obec) na Słowacji położona w kraju bańskobystrzyckim, w powiecie Krupina. Pierwsze wzmianki o miejscowości pochodzą z roku 1266.
Według danych z dnia 31 grudnia 2012, wieś zamieszkiwało 68 osób, w tym 29 kobiet i 39 mężczyzn.
W 2001 roku pod względem narodowości i przynależności etnicznej miejscowość zamieszkiwali wyłącznie Słowacy.
Ze względu na wyznawaną religię struktura mieszkańców kształtowała się w 2001 roku następująco:
- Katolicy rzymscy – 42,05%
- Grekokatolicy – 1,14%
- Ewangelicy – 51,14%
- Ateiści – 5,68%